# Starý Tekov
Starý Tekov (allemand : Altbarsch , hongrois : Óbars) est un village de Slovaquie situé dans la région de Nitra.

## Histoire
Première mention écrite du village en 1075.

## Démographie

### Évolution de la population
| Année:               | 1994. | 2004.   | 2014.   | 2024.    |
| -------------------- | ----- | ------- | ------- | -------- |
| Nombre de personnes: | 1490  | 1467    | 1414    | 1597     |
| Différence:          |       | -1,54 % | -3,61 % | +12,94 % |

| Année:               | 2023. | 2024.   |
| -------------------- | ----- | ------- |
| Nombre de personnes: | 1548  | 1597    |
| Différence:          |       | +3,16 % |